# Salpis pisinna
Salpis pisinna là một loài bướm đêm trong họ Geometridae.